# 佐賀関町国民健康保険病院
佐賀関町国民健康保険病院（さがのせきまちこくみんほけんびょういん）は、かつて大分県北海部郡佐賀関町（現大分市佐賀関）にあった公立病院である。

## 沿革
旧陸軍病院を前身として、1946年（昭和21年）に開院。1987年（昭和62年）に、日本鉱業佐賀関製錬所に付設された病院であった日本鉱業佐賀関精錬所病院と合併した。
いわゆる平成の大合併において、当病院が所在した佐賀関町は大分市との合併を模索した。しかし、大分市内には充分な病院があって、大分市は市営病院を運営していなかったことから、2002年（平成4年）9月に大分市は合併協議に入る条件のひとつとして合併後は町営病院を経営しないことを挙げ、佐賀関町もこの条件を呑んで同11月に本病院の民営化を目指すこととした。その結果、本病院は医師4人が買い取り、大分市との合併の半年前の2004年（平成16年）7月1日に関愛会佐賀関病院となった

### 年表
- 1917年（大正6年） - 日本鉱業が精錬所診療所を開設[4]。
- 1926年（大正15年） - 古宮に陸軍佐賀関衛戍病院開設（90床）
- 1946年（昭和21年） - 陸軍佐賀関衛戍病院が佐賀関健康保険組合病院として開院（20床）。
- 1947年（昭和22年） - 佐賀関健康保険組合病院が迫に移転し、佐賀関町国民健康保険病院に改称（50床）。
- 1948年（昭和23年） - 精錬所診療所が佐賀関精錬所病院となる。
- 1959年（昭和34年） - 佐賀関精錬所病院が金山に移転。
- 1962年（昭和37年） - 佐賀関町国民健康保険病院が本町に移転し増床（55床）。

- 1987年（昭和62年） - 佐賀関町国民健康保険病院と日本鉱業佐賀関精錬所病院とが統合、金山に移転（130床）。
- 2004年（平成16年）6月30日 - 佐賀関町国民健康保険病院廃止。
- 2004年（平成16年）7月1日 - 佐賀関町国民健康保険病院等を引き継ぎ、関愛会佐賀関病院開設。
- 2005年（平成17年）1月1日 - 佐賀関町、野津原町が大分市に編入合併。